# Nevada Army National Guard
La Nevada Army National Guard è una componente della Riserva militare della Nevada National Guard, inquadrata sotto la U.S. National Guard. Il suo quartier generale è situato presso la città di Carson City.

## Organizzazione
Attualmente, al 1 Gennaio 2022, sono attivi i seguenti reparti :

### Joint Forces Headquarters
- JFHQ, Army Element
- Medical Detachment South - Las Vegas
- Recruiting & Retention Battalion
- 92nd Civil Support Team (WMD) - Carson City
- 137th Military Police Detachment (Law & Order) - Carson City
- 150th Support Maintenance Company - Carson City

### 17th Sustainment Brigade
- Headquarters & Headquarters Company - Las Vegas
- Special Troops Battalion
  -  Headquarters & Headquarters Company
  -  72nd Military Police Company
  -  240th Engineer Company (Vertical Construction) (-) - Las Vegas
    - 277th Engineer Platoon (Equipment Support) - Las Vegas
    - 777th Engineer Detachment (Concrete) - Las Vegas

  -  593rd Transportation Company (-) (Medium Truck POL, EAB) - Las Vegas - Equipaggiata con 60 M-915 con rimorchio da 19.000 litri
    - Detachment 2 - Carlin

  -  1864th Transportation Company (Medium Truck, Cargo) - Las Vegas
  -  100th Quartermaster Company - Las Vegas
  -  3665th Explosive Ordnance Disposal Company - Henderson
- 757th Combat Sustinment Support Battalion
  -  Headquarters and Headquarters Company - Reno
  - 106th Public Affairs Detachment - Reno
  -  150th Maintenance Company (-) - Carson City
    - Detachment 1 - Las Vegas

  -  1859th Transportation Company (Light-Medium Truck) - Reno
  -  609th Engineer Company (Sapper) - Fallon

### 991st Multi-Functional Brigade
- Headquarters and Headquarters Company - Reno
- 422nd Expeditionary Signal Battalion
  -  Headquarters and Headquarters Company - Reno
  - Company A - Arizona Army National Guard
  -  Company B - Las Vegas
  -  Company C (-) - Reno
    - Detachment 1 - Las Vegas
- Aviation Support Facility #1 - Reno, Stead Airport
- Company B (-), 1st Battalion, 189th Aviation Regiment (General Support)  - Reno - Equipaggiata con 6 CH-47F 
  - Detachment 1, Company D (-) (AVUM), 1st Battalion, 189th Aviation Regiment (General Support) - Reno
  - Detachment 1, Company E (-) (Forward Support), 1st Battalion, 189th Aviation Regiment (General Support) - Reno
- Detachment 1, Company G (-) (MEDEVAC), 2nd Battalion, 238th Aviation Regiment (General Support) - Reno - Equipaggiata con 6 HH-60L
- Detachment 1, Company B (-), 3rd Battalion, 140th Aviation Regiment (Security & Support) - Reno - Equipaggiato con 4 UH-72A
- Detachment 1, Company D (-) (MEDEVAC), 3rd Battalion, 140th Aviation Regiment (Security & Support) - Reno - Equipaggiato con 2 UH-72A
- Detachment 3, Company B (-), 2nd Battalion, 641st Aviation Regiment (Fixed Wings) - Reno - Equipaggiato con 1 C-12U
- Detachment 45, Operational Support Airlift Command
- 1st Squadron, 221st Cavalry Regiment - Sotto il controllo operativo della 116th Cavalry Brigade Combat Team, Idaho Army National Guard
  -  Headquarters & Headquarters Troop - Las Vegas - Equipaggiata con 5 M-2A3 Bradley 
  -  Troop A - Yerington - Equipaggiata con 13 M-2A3 Bradley 
  -  Troop B - Las Vegas - Equipaggiata con 13 M-2A3 Bradley 
  -  Troop C - Las Vegas - Equipaggiata con 13 M-2A3 Bradley 
  -  Troop D (Tank) - Las Vegas - Equipaggiata con 14 M-1A2 Abrams 
  -  Company D, 145th Brigade Support Battalion - Las Vegas